# Jean-Baptiste Michel Féry
Pour les articles homonymes, voir Féry.
Jean-Baptiste Michel Féry, né à Châlons-en-Champagne (Marne), le 18 juin 1757, est un général français de la révolution et de l’Empire.

## États de service
Soldat du régiment des dragons de Monsieur le 26 novembre 1774. Il passe dans le régiment de dragons d'Artois, le 24 août 1781. Lorsque la Révolution française éclate, Féry devient capitaine de la garde nationale de Thauron (Creuse), et en remplit les fonctions jusqu'au 15 mars 1792. De retour dans sa ville natale, au moment où s'opérait l'organisation des bataillons de volontaires qui devaient marcher aux frontières, il obtient, le 8 septembre de la même année, le grade d'adjudant-major dans les quatre premières compagnies du bataillon de la Marne, et devint chef de ce bataillon, le 11 novembre 1792 comme lieutenant-colonel en second.
Féry combattit en 1792 et 1793 à l'armée de la Moselle ; il avait déjà fait, en l'an II, la guerre de la Vendée, lorsque les insurgés de ce pays, au nombre de 400 hommes de cavalerie, et de 3 000 fantassins vinrent l'attaquer au bivouac d'Emoutiers-les-Moufflets. Cet officier n'avait sous ses ordres qu'une dizaine de chasseurs du 15e régiment et 400 hommes d'infanterie dont la plupart n'avaient pas encore vu le feu. Forcé de céder au nombre, il effectua en bon ordre sa retraite sur Saint-Cyr, en arrêtant plusieurs fois l'ennemi, à qui il tua un de ses chefs. Cette conduite lui mérita le grade de chef de la 143e demi-brigade, qui lui fut conféré le 1er jour complémentaire de l'an III. 
En l'an IV, il se rend à l'armée de l'Ouest, où il sert jusqu'en l'an VIII. Il devient chef de la 52e demi-brigade, le 5 octobre 1796. 
Le 5 pluviôse, Féry repousse à Grand-Champ, près de Vannes, avec 300 hommes de sa 52e demi-brigade, 1 200 rebelles, soutenus par 2 pièces de canon qui refusaient leur transfert pour l'armée d'Italie. 
En récompense, Féry fut promu au grade de général de brigade par le général Bernadotte, et fut confirmé dans ce grade, par le premier Consul, le 10 vendémiaire an IX (20 septembre 1800).
Lorsque l'armée d'Italie passait le Mincio, en nivôse an IX, le général Féry, qui commandait toujours la 52e demi-brigade, marcha sur Valeggio, où se trouvait une division autrichienne de 14 000 hommes, sous les ordres du général Bellegarde, fondit sur l'ennemi avec impétuosité, lui enleva 4 pièces de canon, un obusier, fit prisonniers 8 à 900 hommes, en tua presque autant, et entra à Valeggio après avoir perdu lui-même 400 combattants.
De retour en France, Féry fut employé, en l'an XI, dans la 18e division militaire. En 1803, il fut affecté à la 2e division commandée par le général Vandamme à Saint-Omer. Il devint membre de la Légion d'honneur le 19 frimaire an XII, avec le grade de légionnaire le 15 pluviôse an XII, (5 février 1804), et commandant le 25 prairial an XII (14 juin 1804).
Affecté à l’armée des côtes de l’Océan entre août et septembre 1805, il commande ensuite une brigade de réserve jusqu’au 20 août 1806.
Après la défaite de la Prusse à bataille d'Iéna, il est affecté à Berlin le 29 octobre 1806. Il est investi du commandement de la 15e division militaire comme gouverneur de la forteresse de Spandau, prise le 25 octobre. Il exerce ces fonctions pendant deux ans, sauf le temps d’une courte absence pour organiser l’occupation de la place de Custrin.
Il est mis à la retraite, avant de mourir le 3 février 1809 à Mayence des suites d'une longue et douloureuse maladie.

## Source
« Jean-Baptiste Michel Féry », dans Charles Mullié, Biographie des célébrités militaires des armées de terre et de mer de 1789 à 1850, 1852 [détail de l’édition]